# Râul Luț
Luț este un râu afluent al Mureșului în partea dreaptă a acestuia, se varsă în Mureș în apropierea localității Glodeni. Izvorăște la 790 m altitudine. Lungimea râului este de 48 kilometri cu un bazin hidrografic de 359 kilometri pătrați. Afluenți ai râului Luț sunt: Uila, Fleț, Agriș.

## Hărți
- Harta județului Mureș
- Harta județului Bistrița-Năsăud